# Mediji u Africi
Mediji u Africi se razvijaju neverovatnom brzinom zahvaljujući napretku na polju telekomunikacija, a naročito mobilnih telefona i interneta. U novinskim izveštajima navodi se da su mnogi Afrikanci osvojili brojne međunarodne medijske nagrade. Na polju proze i poezije mnoge nagrade su pripale Afrikancima, a svakako jedna od prestižnih je i Nobelova nagrada za književnost koja je dodeljena nigerijskom piscu Vole Sojinki.

## Istorijat
Godine 1974. prva štamparska mašina stigla je u Afriku u Fritaun, glavni grad Sijera Leonea. Ipak, od strane francuske stranke bila je uništena i pre no što je ikada bila upotrebljena. Kada je 1800. godine stigla druga štamparska mašina, novine Sierra Leone Advertise počele su sa štampanjem.

## Komunikacija
Napredak satelitske komunikacije i dostupnost u Africi predstavljala je mogućnost da se neke lokalne televizijske stanice mogu gledati van granica zemlje. Optički kabl je neminovno promenio način komunikacije u Africi doprinoseći bržoj i pouzdanijoj internet konekciji za većinu zemalja kontinenta.
VSAT provajderi koji pokrivaju Afriku onlajn GmbH (www.onlime.com).

## Digitalni mediji i internet
Digitalni mediji i internet sve više postaju deo afričkog medijskog prostora. Specifičan razvoj koji je vredan pomena predstavlja porast mobilnog izveštavanja. Novinari širom kontinenta sve više koriste mobilne telefone kao svoj primarni alat za prikupljanje fotografija, video zapisa i teksta. Sadržaj se često distribuira putem interneta i predstavlja primer spoja interneta i mobilnih uređaja.
Pan-afričke zajednice se sve više pojavljuju na internet sceni održavajući trendove u pokretu Veb 2.0 koji je vidljiv u drugim delovima sveta.

## Televizija
Dvadesetčetvoročasovni informativni i novinarski program – A24, započinje emitovanje putem satelita i interneta iz Najrobija 2008. godine.

## Štampani mediji
Istorijski gledano, uprkos vojnim diktaturama u prošlosti koje su iskazale netrpeljivost prema štampi, Nigerija se može pohvaliti najslobodnijom štampom u odnosu na sve druge afričke zemlje. Kao i u drugim razvijenim zemljama, mnogi novinari, u nameri da sačuvaju integritet profesije, radije biraju da završe u zatvoru nego da izdaju poverljivost svojih izvora.
Tokom 2005. godine, novinari 23 Afričke nacije okupili su se u Kamerunu i uspostavili Društvo za razvoj medija u Africi (Société pour le Développement des Médias Africains, SDMA).

## Spoljašnje veze
- Afrička novinarska organizacija
- allAfrica.com, Najveća afrička onlajn informativna služba
- AfricaMediaOnline.com
- AfricaMediaEthics.com
- Novinari za ljudska prava
- Onlajn zajednica Afrike
- Elektronski časopisi i novine o Africi